# Geher-Länderkampf der Männer 1967 BR Deutschland – Schweden
| 3. Leichtathletik-Länderkampf mit bundesdeutscher Beteiligung 1967 | 3. Leichtathletik-Länderkampf mit bundesdeutscher Beteiligung 1967 |
| ------------------------------------------------------------------ | ------------------------------------------------------------------ |
|                                                                    |                                                                    |
| Geher-Vergleich der Männer: BR Deutschland – Schweden              |                                                                    |
| Austragungsort                                                     | Köln                                                               |
| Wettbewerbe                                                        | 2                                                                  |
| Datum                                                              | 15. Juli                                                           |
| 1. FRG 2. SWE                                                      | 24 Punkte 20 Punkte                                                |
| Chronik                                                            |                                                                    |
| ← AUT-FRG-GDR-SUI- 00CSK-HUN 10kampf                               | HUN-FRG (F) →                                                      |

Der dritte Vergleich des Länderkampfjahres 1967 war ein Vergleich der Geher. Am 15. Juli in Köln kamen die Gegner zum nun schon elften Mal aus Schweden. Sechs Mal hatten die schwedischen Konkurrenten zuvor vorne gelegen, das bundesdeutsche Team vier Mal. Die letzten beiden Begegnungen – 1965 und 1966 – hatte allerdings die Bundesrepublik Deutschland für sich entschieden.

## Wettbewerbe und Modus
Mit dem Straßengehen über 20 und 35 Kilometer standen wie gewohnt zwei Wettbewerbe auf dem Programm. Jede Nation stellte je Wettbewerb vier Geher, von denen die drei Besten gewertet wurden. Die Punkte wurden nach folgendem Schema vergeben: 1. Platz: 7 Punkte / 2. Pl.: 5 P / 3. Pl.: 4 P / 4. Pl.: 3 P / …

## Ergebnis
Im 20-km-Wettbewerb belegten die bundesdeutschen Vertreter die Ränge eins, vier, sechs und sieben, die schwedischen Geher kamen auf die Plätze zwei, drei, fünf und acht. Die Rangverteilung auf der 35-km-Strecke sah für die bundesdeutschen Teilnehmer auf den Rängen eins, zwei, sieben und acht noch besser aus. Die Schweden kamen hier auf die Plätze drei bis sechs. Damit lag die Bundesrepublik Deutschland in der Gesamtwertung mit 24 zu zwanzig Punkten vorne und entschied den Länderkampf mit der identischen Punktzahl der beiden letzten Begegnungen für sich. Die Gesamtbilanz lautete nun nur noch sechs zu fünf für Schweden.

## Resultate

### 20-km-Straßengehen
| Platz | Athlet            | Land | Zeit (h) |
| ----- | ----------------- | ---- | -------- |
| 1     | Karl-Heinz Pape   | FRG  | 1:40:01  |
| 2     | Gösta Nygren      | SWE  | 1:41:02  |
| 3     | Stefan Ingvarsson | SWE  | 1:41:21  |
| 4     | Julius Müller     | FRG  | 1:41:32  |
| 5     | Kjell Gunnarsson  | SWE  | 1:42:04  |
| 6     | Gerhard Weidner   | FRG  | 1:43:00  |
| 7     | Heinz Mayr        | FRG  | 1:44:48  |
| 8     | Johnne Lindberg   | SWE  | 1:48:16  |

### 35-km-Straßengehen
| Platz | Athlet               | Land | Zeit (h) |
| ----- | -------------------- | ---- | -------- |
| 1     | Bernhard Nermerich   | FRG  | 3:00:20  |
| 2     | Horst-Rüdiger Magnor | FRG  | 3:04:56  |
| 3     | Stig Lindberg        | SWE  | 3:05:25  |
| 4     | Max Sjöholm          | SWE  | 3:12:19  |
| 5     | Åke Söderlund        | SWE  | 3:16:55  |
| 6     | Kurt Ohlander        | SWE  | 3:19:01  |
| 7     | Kurt Schreiber       | FRG  | 3:23:42  |
| 8     | Gerd Schuth          | FRG  | 3:27:25  |